# 사탄탱고
《사탄탱고》(헝가리어: Sátántangó 샤탄턴고[*], ‘사탄의 탱고’)는 헝가리, 독일, 스위스에서 제작된 벨라 타르 감독의 1994년 드라마 영화이다. 크러스너호르커이 라슬로의 1985년 소설 사탄탱고가 원작이다. 미하리 비그 등이 주연으로 출연하였고 루스 발드뷔르제 등이 제작에 참여하였다.

## 출연

### 주연
- 미하리 비그
- 푸티이 호르바스

### 조연
- 야노스 데르즈시

## 기타
- 원작자: 라즐로 크라즈나보르카이
- 의상: 야노스 브렉클

## 같이 보기
- 상영 시간순 영화 목록
- 역대 최고의 영화 목록